# Lopejská kotlina
Lopejská kotlina je geomorfologický podcelek Horehronského podolia.

## Vymezení
Kotlina je ze severu a z jihu obklopena horskými pásmy, východním i západním směrem pokračuje údolí Hronu. Na severu leží Ďumbierské Tatry, na východě podcelky Horehronského podolia Bystrianské podhorie a Breznianska kotlina. Jižně vystupují podcelky Veporských vrchů Čierťaž a Balocké vrchy a na západě navazuje Bystrické podolie, patřící do Zvolenské kotliny. 

## Ochrana přírody
Území je součástí ochranného pásma Národního parku Nízké Tatry. Nacházejí se zde chráněná území Mačková a Predajnianska slatina. 

## Doprava
Územím Hrona vedou hlavní komunikace z Banské Bystrice na Brezno, a to tak silnice I / 66, jakož i železniční trať do Margecan. Ve východní části vede Bystrianskou dolinou silnice I / 72 do Liptovského Hrádku. 

## Turismus
Téměř každou dolinou vede z podhorských obcí značená turistická trasa na hlavní hřeben Nízkých Tater. Několik tras směřuje i jižním směrem do Veporských vrchů. 